# En Charod
ʿEin Charod (hebräisch עֵין חֲרוֹד ʿEjn Charōd, deutsch ‚Quelle des Charod‘, englisch Ein Harod) ist eine der ersten großen Kibbuz-Gründungen; der Ort liegt am Fuß des Berges Gilboa, nahe der Quelle Maʿejan Charod, im Norden Israels. Hier fand am 3. September 1260 die Schlacht bei ʿAin Dschālūt zwischen den Mamluken von Ägypten unter Sultan Qutuz und den Mongolen statt.

## Geschichte
Die Gründung von ʿEin Charod ist Teil des zionistischen Siedlungsprojekts in der Jesreelebene auf den vom Jüdischen Nationalfonds zu Beginn der 1920er Jahre erworbenen Ländereien rund um das Gelände des arabischen Dorfes Nuris.
ʿEin Charod wurde am 21. September 1921 von jungen, aus Russland stammenden Arbeiterinnen und Arbeitern der Gdud haʿAvoda gegründet, zu denen unter anderem der Schriftsteller Avraham Shlonsky zählte. Der Ortsname stammt aus biblischer Zeit (zum Beispiel Buch der Richter, Gideongeschichte, Ri 7,1). 

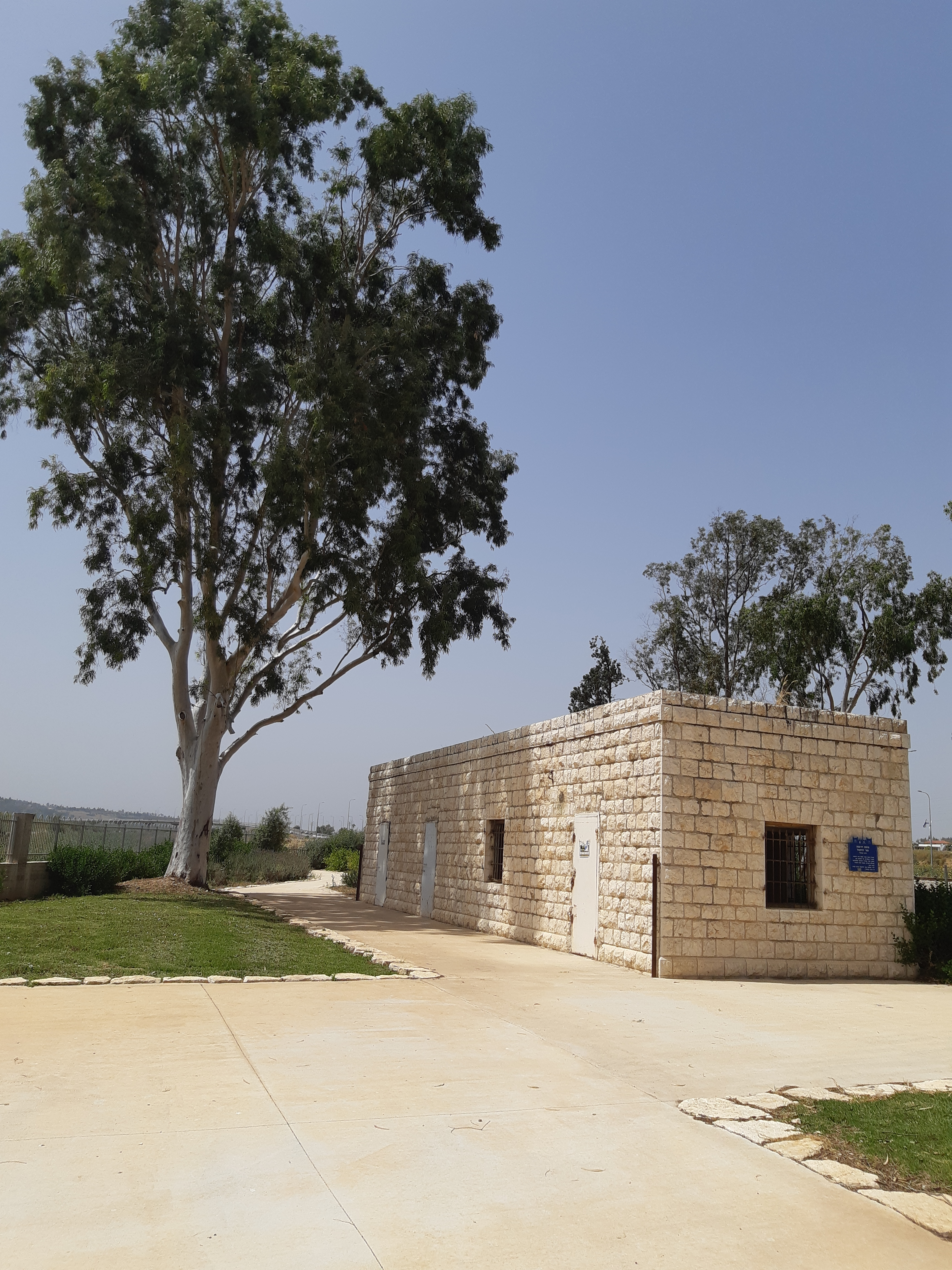
Bahnhofsgebäude von 1925, Photo 2018

Die Palestine Railways richteten 1922 an der seit 1904 in der Nähe bestehenden alten Jesreʾeltalbahn den Bahnhof ʿEin Charod ein, der bis 1948 bedient wurde. 1930 zog die Siedlung nach dem nahen Kumi Tel Josef um. Jitzchak Tabenkin schloss sich im Dezember 1921 ʿEin Charod an und machte es zum Zentrum der Kibbuzbewegung HaKibbutz haMeʾuchad. Janusz Korczak besuchte ʿEin Charod auf seinen Palästinareisen 1934 und 1936.
Der christliche Zionist und Offizier Orde Wingate fühlte sich dem biblischen Richter Gideon nahe, der mit dieser Gegend verbunden war. Der freikirchliche Pfarrer Wolfgang Scheel schreibt: „Hier im Kibbuz hielt sich der englische Offizier Orde Wingate Ende der [19]30er Jahre häufig auf. Er unterstützte als einer der wenigen Briten aus biblischem Glauben den Zionismus“.

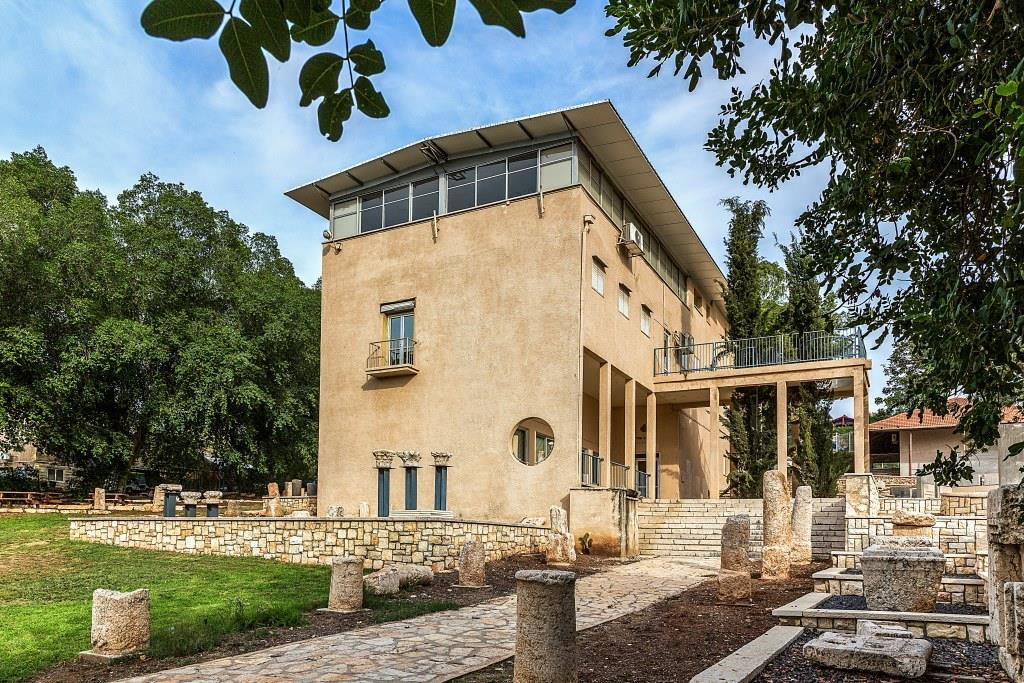
Der Beit Sturman, 2014

1953 kam es wegen ideologischer Differenzen zur Aufspaltung in die benachbarten Siedlungen ʿEn Charod Ichud und ʿEin Charod Meʾuchad. ʿEin Charod Ichud hatte 2018 556 Einwohner, ʿEin Charod Meʾuchad hatte 2018 733 Einwohner.
Heute gibt es in ʿEin Charod, das sich 1981 wieder vereinigte, ein großes Museum zu Geschichte und Natur der Gegend, das Beit Shturman Museum, in dem auch von Wingates Rolle berichtet wird, und mit dem Mischkan ein Kunstmuseum.

## ʿEin Charod in Roman und Film
Ein Ort namens ʿEin Charod erscheint im Zukunftsroman The Road to Ein Harod (deutsch: „Die Straße nach En Charod“) von Amos Kenan von 1984. Ein gleichnamiger Ort wird im Spielfilm Freedom – The voice of Ein-Harod (deutsch: „Freiheit – Die Stimme von En Charod“) von 1990 beschrieben.

## Personen
- Jitzchak Tabenkin (1888–1971), Politiker, Kibbuzmitgründer
- Leo Adler (1891–1962), Architekt, Lehrer an der Kibbuzschule
- Avraham Shlonsky (1900–1973), Schriftsteller, Kibbuzmitgründer
- Aharon Zisling (1901–1964), Politiker
- Rivka Sturman (1903–2001), Tanzpädagogin
- Dov Amir (1912–1980), Kibbuzmitglied, deutsch-israelischer Literat
- Rafi Eitan (1926–2019), Politiker, im Kibbuz geboren
- Michal Herzog (* 1962), Rechtsanwältin, im Kibbuz geboren